# 경남산업고등학교
경남산업고등학교(慶南産業高等學校)는 대한민국 경상남도 거제시 하청면 하청리에 있는 공립 고등학교이다.

## 학교 연혁
- 1953년 3월 23일 : 하청고등학교 설립인가(3학급)
- 1959년 12월 8일 : 하청농업고등학교로 개편 인가
- 1961년 11월 20일 : 거제농업고등학교로 교명 변경
- 1972년 3월 1일 : 거제종합고등학교로 교명 변경
- 2007년 3월 1일 : 경남산업고등학교로 교명 변경
- 2016년 3월 1일 : 학칙 변경(조선해양전기과 4학급, 관광조리과 2학급, 뷰티디자인과 2학급, 식물공장시스템과 1학급)
- 2020년 3월 1일 : 제21대 홍세철 교장 부임
- 2022년 2월 11일 : 제67회 졸업식(졸업생 150명, 누계 12,168명)
- 2022년 3월 1일 : 학과개편(전기과 2학급, 스마트팩토리과 1학급, 산업설비과 1학급, 외식조리과 2학급 미용예술과 2학급, 조경원예과 1학급 총 9학급)
- 2023년 3월 2일 : 2023학년도 입학(전기과 2학급, 스마트팩토리과 1학급, 산업설비과 1학급, 외식조리과 2학급, 미용예술과 2학급, 조경원예과 1학급, 총 9학급 187명)

## 설치 학과
- 전기과
- 산업설비과
- 미용예술과
- 조경원예과
- 외식조리과
- 스마트팩토리과

## 참고 자료
- 경남산업고등학교 - 한국교육학술정보원 학교알리미